# جورجو جومو
جورجو جومو (ایتالیایی: Giorgio Giomo؛ زادهٔ ۲۴ مه ۱۹۴۹) بازیکن بسکتبال اهل ایتالیا بود.
از باشگاه‌هایی که در آن بازی کرده‌است می‌توان به المپیا میلان اشاره کرد.
وی در مسابقات کشوری و بین‌المللی در مجموع برندهٔ ۲ مدال برنز شده‌است.